# Commista
Commista är ett släkte av skalbaggar. Commista ingår i familjen plattnosbaggar.
Kladogram enligt Catalogue of Life:
| Commista | \| \| Commista baccula \| \| \| \| \| \| Commista grisea \| \| \| \| \| \| Commista latifrons \| \| \| \| |
|          | \| \| Commista baccula \| \| \| \| \| \| Commista grisea \| \| \| \| \| \| Commista latifrons \| \| \| \| |
|          | Commista baccula                                                                                          |
|          | |
|          | Commista grisea                                                                                           |
|          | |
|          | Commista latifrons                                                                                        |
|          | |